# Rich Sex (Nicki Minaj)
Rich Sex è un brano musicale della rapper trinidadiana Nicki Minaj, pubblicato l'11 giugno 2018 come primo singolo promozionale dal quarto album in studio Queen.

## Promozione
Il singolo è stato annunciato insieme al successivo Bed con Ariana Grande, venendo pubblicato per il solo download digitale.
Il 23 giugno Minaj ha eseguito dal vivo il brano in occasione degli annuali BET Awards, durante i quali ha anche eseguito Chun-Li e Big Bank, quest'ultimo con YG, 2 Chainz e Big Sean.

## Tracce
1. Rich Sex (feat. Lil Wayne) – 3:12

## Formazione
Musicisti
- Nicki Minaj – voce
- Lil Wayne – voce

Produzione
- J. Reid – produttore
- Aubry "Big Juice" Delaine – produttore, tecnico di registrazione
- Jawara Headley – scrittore
- Jaycen Joshua – missaggio
- Manny Galvez – tecnico di registrazione
- Jeff Edwards – tecnico di registrazione
- Rashawn Mclean – assistente nel mixing
- Mike Seaberg – assistenza al missaggio
- Jacob Richards – assistenza al missaggio
- Jason Delattiboudere – assistente di registrazione
- Brian Judd – assistente di registrazione
- Jamal Berry – assistente di registrazione

## Classifiche
| Classifica (2018)         | Posizione massima |
| ------------------------- | ----------------- |
| Canada                    | 93                |
| Scozia                    | 66                |
| Stati Uniti               | 88                |
| Stati Uniti (R&B/hip-hop) | 43                |
| Ungheria (download)       | 28                |